# Psicoanàlisi didàctica
La psicoanàlisi didàctica és el terme que designa la psicoanàlisi a què se sotmeten les persones que desitgen exercir la professió de psicoanalistes. Si té o no diferències importants amb una psicoanàlisi regular (o bé, si hauria o no de tenir-les) és tema de controvèrsia. Hi ha coincidència, però, a establir que els objectius essencials en són: 
- la revelació i resolució de conflictes inconscients, de manera que aquests no actuen com a impediments o traves en el futur treball analític amb els pacients;

- la transmissió didàctica i experiencial d'aspectes centrals de la tècnica psicoanalítica.

## El concepte en l'obra de Sigmund Freud
Freud, creador de la psicoanàlisi, no fou psicoanalitzat per un altre analista, però sí que practicà una profunda "autoanàlisi", en gran part en una intensa correspondència epistolar amb el seu amic i col·lega Wilhelm Fliess. En aquesta autoanàlisi usà procediments propis de la tècnica que ell mateix estava descobrint, bàsicament: associació lliure, anàlisi de somnis, interpretacions d'actes fallits, d'oblits i lapsus.
El 1910, amb motiu del segon Congrés de Psicoanàlisi efectuat a Nuremberg, Freud advoca per l'"anàlisi de si mateix" o "autoanàlisi" com a única forma que l'analista puga reconéixer i dominar la contratransferència. Per cert, Freud empra ací la paraula alemanya "Selbstanalyse" (que literalment significa 'anàlisi d'un mateix'), una mica ambigua, ja que no exclou la intervenció d'un altre com a analista, però tampoc la hi imposa.
Dos anys més tard en el seu article "Consells al metge sobre el tractament psicoanalític", Freud s'inclina més cap a la idea que el psicoanalista hauria de sotmetre's a una psicoanàlisi amb una persona experta, i lloa explícitament l'escola de Zúric, dirigida per C. G. Jung per haver imposat aquesta exigència per a la formació dels candidats. Ací, però, encara no es tracta d'una "psicoanàlisi didàctica" que es diferencie d'una manera precisa de qualsevol altra psicoanàlisi, excepte per la condició de l'analitzat: es tracta d'una persona "sana" i, per tant, no concorre a tractament psicoanalític pertorbat o turmentat per trastorns neuròtics, ni amb un objectiu purament terapèutic.
L'exigència general d'una anàlisi didàctica se n'estableix deu anys més tard, dins del marc del Congrés de l'Associació Psicoanalítica Internacional de 1922.
Freud, fins al final de la seua obra, sempre veié necessària i profitosa la pràctica de l'anàlisi didàctica, però pel que sembla mai estigué massa convençut de la possibilitat i de la conveniència que aquest tipus d'anàlisi aconseguís més profunditat. El 1937 escriu:

«No es pot dir, és evident, que el futur analista siga una persona perfecta abans d'exercir l'anàlisi, és a dir, que sols abasten aquesta professió persones de tan alta i rara perfecció. Llavors, ¿on i com adquiriria el pobre tipus l'aptitud ideal que li cal en la professió? La resposta diu: en l'anàlisi pròpia, amb què comença la preparació per a l'activitat futura. Per raons pràctiques només en pot ser breu i incompleta; l'objectiu principal n'és possibilitar que el mestre jutge si es pot admetre el candidat per a la ulterior formació. Fa la funció si instal·la en l'aprenent la convicció en l'existència de l'inconscient; li proporciona les d'una altra manera increïbles percepcions pròpies arran de l'emergència d'allò reprimit i li ensenya en una primera mostra la tècnica sols acreditada en l'activitat analítica»
Sigmund Freud (1937)
 

Certament, afig més endavant, amb això no es dona per acabat ni l'anàlisi pròpia, ni la formació, i justament el fet que aquest siga un procés permanent, que continua més enllà de qualsevol formalitat complerta en una anàlisi didàctica, li donarà al pacient la condició d'analista.

## Particularitats de la relació analítica en el context didàctic
La doble funció, tant del psicoanalista didàctic, com del candidat analitzat, és un tema recurrent entre els psicoanalistes perquè és una situació analítica complexa. El psicoanalista didàctic té en aquesta mena d'anàlisi un objectiu clínic i analític, d'una banda; i un objectiu didàctic pedagògic, d'una altra. Anàlogament, l'analitzat persegueix un objectiu terapèutic d'una banda; i d'aprenentatge professional, de l'altra.
La relació entre l'analista didàctic i el candidat analitzat ofereix un escenari propici perquè la transferència i la contratransferència s'hi instauren per de processos d'identificació i idealització. Aquesta constel·lació pot ser molt productiva i favorable per a l'avanç del treball analític, com també entorpidora, depenent de la capacitat que mostre l'analista per analitzar-la i interpretar-la adequadament.

## Diferències entre les escoles psicoanalítiques
La psicoanàlisi didàctica és una part constitutiva essencial en la formació de psicoanalistes de quasi totes les orientacions teòriques i en quasi totes les escoles de psicoanàlisi. Hi ha, però, diferències importants en la manera d'implementar-la, en la durada (per exemple, algunes escoles en defineixen una quantitat fixa de sessions; d'altres deixen oberta la fi de l'anàlisi) i en l'abast o profunditat.
Mentre les escoles de psicoanàlisi més tradicionals n'han institucionalitzat la pràctica amb normes clarament establertes, com a part del currículum de formació, les d'orientació lacaniana, per exemple, mantenint la idea freudiana essencial que el psicoanalista ha de ser analitzat, proposen abolir la diferència entre un tipus de psicoanàlisi “terapèutica” i una altra de “didàctica” i plantegen que l'anàlisi didàctica no ha de ser mai una varietat de l'anàlisi; sobretot no ha d'ocórrer que l'analitzat siga alumne i l'analista mestre, sinó que ha de representar de manera fidel el que seria una psicoanàlisi normal.
Amb anterioritat a Jacques Lacan, Sándor Ferenczi fou el principal defensor d'eliminar la diferència entre una anàlisi terapèutica i una de didàctica, però més aviat per prevenir una mala pràctica de transformar l'anàlisi didàctica en un pas burocràtic de la formació i subratllant la importància que els candidats se sotmeten a una anàlisi amb una profunditat major, idea que no necessàriament era compartida per Freud.